# Puccinia ludwigii
Puccinia ludwigii är en svampart som beskrevs av Tepper 1890. Puccinia ludwigii ingår i släktet Puccinia och familjen Pucciniaceae.   Inga underarter finns listade i Catalogue of Life.